# Хосино, Томоюки
Томоюки Хосино (яп. 星野 智幸 Хосино Томоюки, род. 13 июля 1965 года) — японский писатель; журналист.

## Жизнь и творчество
Родился в Лос-Анджелесе. Среднее образование получил в Йокогаме, затем — в Токио. Окончил филологический факультет Университета Васэда (по специальности искусствоведение). Работал журналистом в газете «Санкэй симбун». После увольнения в 1991 году, в 1991—1992 гг. и 1994—1995 гг. на свои средства продолжал образование в Мексике (в Мехико). В период с 1996 по 2000 гг. работал переводчиком субтитров к кинофильмам под началом Наоко Оты. Как писатель дебютировал с рассказом «Последний вздох» (премия журнала «Бунгэй») в 1997 году. В 2000 году его «Проснись, поют сирены» получило премию Мисимы, а «Песочная планета» в 2002 году вошла в шортлист премии Акутагавы.
В 2003 году сочинение «Плеймейкер» было удостоено премии Номы для дебютантов. Начиная с того же года (до 2006), Хосино стал работать ассистентом в аспирантуре Университета Васэда на кафедре искусствоведения. В 2007 году рассказ писателя «Кабинет диагностики растений» вновь выдвигался на премию Акутагавы. После присуждения премии другому автору Хосино публично заявил о том, что вырос уже из «начинающих писателей», на которых и ориентирована премия Акутагавы, от дальнейшего участия в её конкурсе отказался, и более того сам вошёл в состав жюри литературных премий для дебютантов журналов «Субару» (в 2007 году) и «Синтё» (в 2010). В 2011 году за произведение «Я это, я» был награждён премией Оэ.

## Избранные сочинения
- Последний вздох (最後の吐息, 1997)
- S/M (嫐嬲, 1999)
- Милонга тающей луны (溶けた月のためのミロンガ, 1999)
- Проснись, поют сирены (目覚めよと人魚は歌う, 2000)
- Онсэн одиночества (毒身温泉, 2002)
- Плеймейкер (ファンタジスタ, 2002)
- Песочная планета (砂の惑星, 2002)
- Кабинет диагностики растений (植物診断室, 2007)
- Мугэндо (無間道, 2007)
- Сэппуку (切腹, 2007)
- Я это, я (俺俺, 2010)